# Hipokinézis
A hipokinézis a szívnek egy betegsége, amely a szívkamra egy részletének a mozgászavarát, nevezetesen a szív falának az enyhébb összehúzódási képességét jelenti. Egy egy veleszületett betegség, mivel vagy örökölhető, vagy pedig a születéskor fennálló oxigénhiányos állapot okozza. A betegség maga túlmozgékonysággal kombinált képességzavarban nyilvánul meg. Férfiaknál nagyobb mértékben fordul elő.
A hipokinézis és a következmén yként gyakran társuló túlsúly, vagy éppen már elhízottság és a különböző betegségek kialakulásának nagyobb gyakorisága közötti kapcsolat már több mint két évezred óta ismert.

## Jellemzői
„A betegekre jellemző a nehézkes, akadozó beszéd, a berögződött szokások, ebből következően pedig az, hogy a beteg egy adott dologra koncentrál folyamatosan, melyben képes teljesen elmerülni, a külvilág megszűnik számára. Emellett jellemző a csúnya írás is, mivel a betegség során diszlexia is fellép. A betegségnek megvannak a hátrányai és az előnyei is, ha lehet ilyet mondani. Előbbiek közé tartozik a robbanékonyság, az esetleges agresszivitás, vagy a sértődékenység, míg utóbbiak közé a ragaszkodás, a jó alkalmazkodó készség, illetve a jó fantázia.”

## Okai
A betegség közvetlen oka, hogy az agyban található bizonyos kémiai anyagokból kevesebb termelődik a kellőnél, vagy azok teljesen hiányoznak. A koszorúérszűkület vagy egy bekövetkezett szívinfarktus is okozhatja a hipokinézist.

## A név eredete
A szó a hypokinesis görög szóból ered, jelentése: csökkent mértékű mozgás.